# Tates Fettschwanzbeutelratte

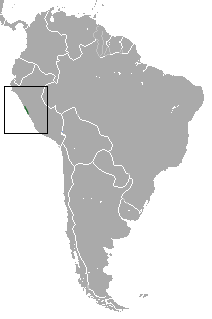
Verbreitungsgebiet (grün)

Tates Fettschwanzbeutelratte (Thylamys tatei) kommt in Peru in der Region Ancash und in der Umgebung von Lima vor.

## Beschreibung
Die Tiere erreichen eine Kopfrumpflänge von 10,9 bis 12,3 cm, haben einen 11,8 bis 13,2 cm langen Schwanz und erreichen ein Gewicht von 16 bis 54 g. Der Schwanz hat in der Regel eine Länge von 110 % der Kopfrumpflänge und kann in seiner Funktion als Fettspeicher einen Durchmesser von 8 mm erreichen. Das Rückenfell und die Kopfoberseite sind schiefergrau, die Körperseiten heller grau mit einem zimtfarbenen Einschlag. Wie bei Fettschwanzbeutelratten üblich sind die Haare gebändert mit drei unterschiedlichen Farbzonen. Das Fell ist relativ lang, 12 mm am Rücken und 8 mm am Bauch. Das Bauchfell ist grau mit einem weißlichen Mittelstreifen. Die Augen sind von auffallenden schwarzen Ringen umgeben, die sich mit einem 8 mm langen Ausläufer nach vorne Richtung Nase und 8 mm weit nach hinten zu den Ohren erstrecken. Die Ohren sind lang und breit und dunkelgrau gefärbt. Vorder- und Hinterpfoten sind klein und weißlich. Die Weibchen haben keinen Beutel. Die Anzahl der Zitzen ist unbekannt. Der Karyotyp von Tates Fettschwanzbeutelratte ist unbekannt.

## Lebensraum und Lebensweise
Tates Fettschwanzbeutelratte kommt am westlichen Andenabhang in Höhen von 300 bis 3000 Metern vor. Das Gebiet ist trocken und umfasst Lomas, Wüsten und verbuschte Berghänge. Über ihre Ernährung, ihre Aktivitätsmuster und ihr Fortpflanzungsverhalten liegen bisher keine Informationen vor.

## Systematik
Autor der Erstbeschreibung von Tates Fettschwanzbeutelratte ist der US-amerikanische Zoologe Charles O. Handley, die sie 1957 unter der Bezeichnung Marmosa tatei beschrieb und zu Ehren des US-amerikanischen Zoologen George Henry Hamilton Tate benannte. Heute wird die Art in die Gattung der Fettschwanzbeutelratten (Thylamys) gestellt. Innerhalb der Gattung Thylamys bildet Tates Fettschwanzbeutelratte zusammen mit einem bisher unbeschriebenen Taxon, der Eleganten Fettschwanzbeutelratte (Thylamys elegans) und der Fahlen Fettschwanzbeutelratte (Thylamys pallidior) eine Klade (Anden-Klade) nah verwandter Arten.

## Status
Die IUCN macht über eine eventuelle Gefährdung von Tates Fettschwanzbeutelratte keine Angaben, da zu wenig Daten vorliegen. Ihr Verbreitungsgebiet ist jedoch klein, dicht von Menschen besiedelt und große Teile des Habitats sind zu Ackerland umgewandelt worden. Zum Verbreitungsgebiet gehört das Schutzgebiet Reserva Nacional de Lachay.

## Belege
1. 1 2 3 4 5 6  Diego Astúa: Family Didelphidae (Opossums). in Don E. Wilson, Russell A. Mittermeier: Handbook of the Mammals of the World – Volume 5. Monotremes and Marsupials. Lynx Editions, 2015, ISBN 978-84-96553-99-6. Seite 177.
2. ↑  R. Eduardo Palma, Dusan Boric Bargetto, Pablo Jayat, David A. Flores et a.: Molecular phylogenetics of mouse opossums: new findings on the phylogeny of Thylamys (Didelphimorphia, Didelphidae). Zoologica Scripta 43(3):217-234 · Januar 2014, PDF
3. ↑  Thylamys tatei in der Roten Liste gefährdeter Arten der IUCN 2016. Eingestellt von: Solari, S., 2015. Abgerufen am 15. März 2020.